# Morti nel 1538
| Questa pagina contiene informazioni ricavate automaticamente dalle voci biografiche con l'ausilio del template Bio e di un bot. L'aggiornamento è periodico e automatico e ricostruisce completamente la pagina. Se manca una persona in questa lista, sei pregato di non aggiungerla, ma accertati piuttosto che la sua voce biografica contenga il template Bio e che i dati anagrafici siano correttamente compilati. Se il template Bio manca, inseriscilo tu stesso o, in alternativa, metti l'avviso {{tmp\|Bio}} che ne segnala la mancanza. Se i dati riportati sono sbagliati, correggi direttamente la voce biografica; le modifiche saranno visibili in questa lista entro pochi giorni. Per chiarimenti vedi il progetto biografie. La lista contiene solo le 55 persone che sono citate nell'enciclopedia e per le quali è stato implementato correttamente il template Bio. Pagina aggiornata al 10 ott 2024. |

## Gennaio(5)
- 8 gennaio - Beatrice d'Aviz, nobile (n. 1504)
- 9 gennaio - Fadrique Enríquez de Velasco, militare e nobile spagnolo (n. 1460)
- 16 gennaio - Antonia del Balzo, nobile italiana (n. 1461)
- 21 gennaio - Marcantonio Dal Verme, condottiero italiano
- 28 gennaio - Marino Ascanio Caracciolo, cardinale e vescovo cattolico italiano (n. 1468)

## Febbraio(2)
- 12 febbraio - Albrecht Altdorfer, pittore tedesco
- 27 febbraio - Eberhard von der Mark, cardinale e vescovo cattolico tedesco (n. 1472)

## Marzo(3)
- 12 marzo - Ludovico Lodron, condottiero italiano (n. 1484)
- 13 marzo - Diego Hoces, gesuita spagnolo
- 23 marzo - Karaṇī Mātā,  indiana

## Aprile(5)
- 3 aprile - Lucantonio Giunti, editore e tipografo italiano (n. 1457)
- 3 aprile - Elizabeth Howard, nobile inglese
- 4 aprile - Elena Vasil'evna Glinskaja, principessa russa
- 6 aprile - Hans Dürer, pittore, illustratore e incisore tedesco (n. 1490)
- 26 aprile - Rodrigo Orgóñez, generale e esploratore spagnolo (n. 1490)

## Maggio(2)
- 15 maggio - Filippo III di Hanau-Lichtenberg,  tedesco (n. 1482)
- 22 maggio - John Forest, francescano inglese (n. 1471)

## Giugno(1)
- 30 giugno - Carlo di Gheldria, nobile olandese (n. 1467)

## Luglio(3)
- 8 luglio - Diego de Almagro, condottiero spagnolo
- 10 luglio - Hafize Sultan, principessa ottomana
- 26 luglio - George Talbot, IV conte di Shrewsbury, nobile britannico

## Agosto(3)
- 5 agosto - Shimun VI, vescovo cristiano orientale siro
- 13 agosto - Giovanni Filoteo Achillini, poeta, letterato e umanista italiano (n. 1466)
- 23 agosto - Ulrich von Hohensax, generale svizzero

## Settembre(3)
- 14 settembre - Enrico III di Nassau-Breda, nobile (n. 1483)
- 28 settembre - Maria di Borbone-Vendôme, principessa francese (n. 1515)
- 28 settembre - Alfonso Manrique de Lara, cardinale e arcivescovo cattolico spagnolo

## Ottobre(1)
- 20 ottobre - Francesco Maria I della Rovere, nobile e condottiero italiano (n. 1490)

## Novembre(2)
- 13 novembre - Antonio Buora, architetto e scultore italiano
- 23 novembre - Stefano Lamberti, scultore e notaio italiano (n. 1482)

## Dicembre(3)
- 9 dicembre - Henry Courtenay, I marchese di Exeter, nobile britannico
- 18 dicembre - Filippo Strozzi, politico, condottiero e banchiere italiano (n. 1489)
- 28 dicembre - Andrea Gritti, mercante, militare e politico italiano (n. 1455)

## Senza giorno specificato(22)
- Askia Mohammad I, imperatore
- Akechi Mitsutsugu, militare giapponese (n. 1468)
- Giovan Battista Amico, astronomo, matematico e filosofo italiano
- Antoine du Bourg, politico francese
- Hans Buchner, compositore, organista e teorico musicale tedesco (n. 1483)
- Federico Crisogono, astronomo e matematico italiano (n. 1472)
- Marco Dall'Aquila, liutista e compositore italiano (n. 1480)
- Daniele De Rubeis, vescovo cattolico italiano
- Melchior Feselen, pittore e incisore tedesco
- Battista Fiera, medico, poeta e filosofo italiano (n. 1465)
- Giorgio Gandini del Grano, pittore italiano
- Esteban Gómez, cartografo e esploratore spagnolo
- Dorotea Gonzaga, nobildonna italiana (n. 1485)
- Pierre Gringore, poeta e drammaturgo francese (n. 1475)
- Girolamo Nardini, pittore italiano (n. 1460)
- Pietro Olivetano, pedagogo e teologo francese
- Paganino Paganini, tipografo e editore italiano
- Teodoro Spandugino, storico bizantino
- Domenico Tasso, cavaliere italiano (n. 1467)
- Ippolita della Rovere, nobile italiana (n. 1515)
- Francesco di Bartolomeo del Giocondo, nobile e mercante italiano (n. 1465)
- Wolf Dietrich von Ems zu Hohenems, nobile austriaco (n. 1507)